# Marta Kauffman
Marta Kauffman (* 21. září 1956) je americká televizní producentka, autorka a společně s Davidem Cranem tvůrkyně televizního seriálu Přátelé. Společně s Cranem a Kevinem Brightem byla rovněž výkonnou producentkou seriálu. Crane a Kauffmanová jsou rovněž tvůrci televizního seriálu Veroničiny svůdnosti (Veronica's Closet). Od roku 2005 je výkonnou producentkou televizního seriálu Related.
Absolvovala Brandeisovu univerzitu a v roce 1978 získala titul bakalář v oblasti divadelnictví. Žije se svým manželem v Los Angeles a má tři děti.